# The Winds of Darkover
The Winds of Darkover este un roman științifico-fantastic (de fantezie științifică) din 1970 al scriitoarei americane Marion Zimmer Bradley. 
Face parte din Seria Darkover care are loc pe planeta fictivă Darkover din sistemul stelar fictiv al unei gigante roșii denumită Cottman. Planeta este dominată de ghețari care acoperă cea mai mare parte a suprafeței sale. Zona locuibilă se află la doar câteva grade nord de ecuator.
Romanul a fost publicat prima dată de Ace Books în 1970, ca Ace Double împreună cu The Anything Tree de John Rackham.

## Legături externe
- en  Istoria publicării lucrării The Winds of Darkover la Internet Speculative Fiction Database